# Obergericht des Kantons Solothurn
Das Obergericht ist im Kanton Solothurn das höchste Gericht des kantonalen Instanzenzugs, an das Entscheide der ersten Instanz, der Amtsgerichte, zur Neubeurteilung weitergezogen werden können. Sein Sitz ist die Hauptstadt Solothurn und es sorgt mit seinen diversen Kammern für eine kantonal einheitliche Rechtsprechung.

## Geschichte
Das Obergericht entstand im Kanton als dritte Gewalt im Staat (Judikative) mit der liberalen Revolutionsverfassung von 1831. Staatsphilosophische Motivation dazu war das vom Aufklärer Montesquieu postulierte Prinzip der Gewaltentrennung. Das vorherige Ancien Régime kannte noch keine Gewaltentrennung, die höchste richterliche Gewalt lag in den Händen der patrizischen Räte, die gleichzeitig in absolutistischer Manier auch alle legislativen und exekutiven Funktionen ausübten. Mit der Gewaltentrennung einher ging auch das Prinzip der Rechtsgleichheit: Ab 1831 gehörten unterschiedliche Massstäbe in der kantonalen Rechtsprechung endgültig der Vergangenheit an. Zuvor war es Usanz, dass aristokratische Patrizier für z. B. das gleiche Vergehen oder Verbrechen allein aufgrund ihrer sozialen Herkunft systematisch und ganz legal milder bestraft wurden als Normalbürger.
Ganz konsequent wurde die Gewaltentrennung allerdings bis 1969 nicht durchgeführt: Mit dem Argument des Rechtes zur Ausübung staatsbürgerlicher Rechte war es hauptamtlichen Richtern bis zu diesem Zeitpunkt erlaubt, im Kantonsparlament (Legislative) Einsitz zu nehmen.

## Quelle
- Staatskanzlei: Verfassung des Kantons Solothurn von 1887, mit einer Einleitung von A. Lechner zu deren geschichtlicher Entwicklung